# Барбара Ігліковська
Барбара Іґліковска. voto Bragińska (нар. ймовірно 15 березня 1908 р. в Одесі, пом. 18 березня 1995 р. в Гданську) – польська співачка і педагог.

## Біографія
Була ученицею Одеської державної музичної консерваторії (з 8 років) та музичного училища ім. Фридерика Шопена у Варшаві (курс фортепіано у класі Олександра Міхаловського). У 1930 році отримала диплом з вокалу у Варшавській консерваторії. Її вчителями були Марія Санковська та Стефан Беліна-Скупєвський. У 1932 році отримала другу премію на I Національному конкурсі співаків у Варшаві, після чого була запрошена солісткою до Варшавської опери. Перед Другою світовою війною виступала також на Польському радіо та на сцені. З 1949 по 1951 рік була солісткою Познанської опери, де співала, зокрема: роль Берти у «Севільському цирульнику» Джоаккіно Россіні. У 1945–1947 роках викладала спів у Гданському музичному інституті в Сопоті. З 1947 по 1971 рік була викладачкою Державної середньої музичної школи в Гданську. З 1948 по 1994 рік (з перервами в 1949-1951 і 1974-1976 роках) викладала в Державній вищій музичній школі в Сопоті та Гданську, де вела клас сольного співу. У 1957–1963 роках виконувала обов’язки декана факультету вокалу. У 1965 році отримала вчене звання доцента, а в 1990 році – професора. Серед її учнів були: Флоріан Скульський, Стефанія Точиська, Божена Пожиньська. Нагороджена Срібним Хрестом Заслуги (1956) i і Золотим Знаком Асоціації польських музичних діячів. Похована на Оливському цвинтарі в Гданську (діл. 28-20-1)..

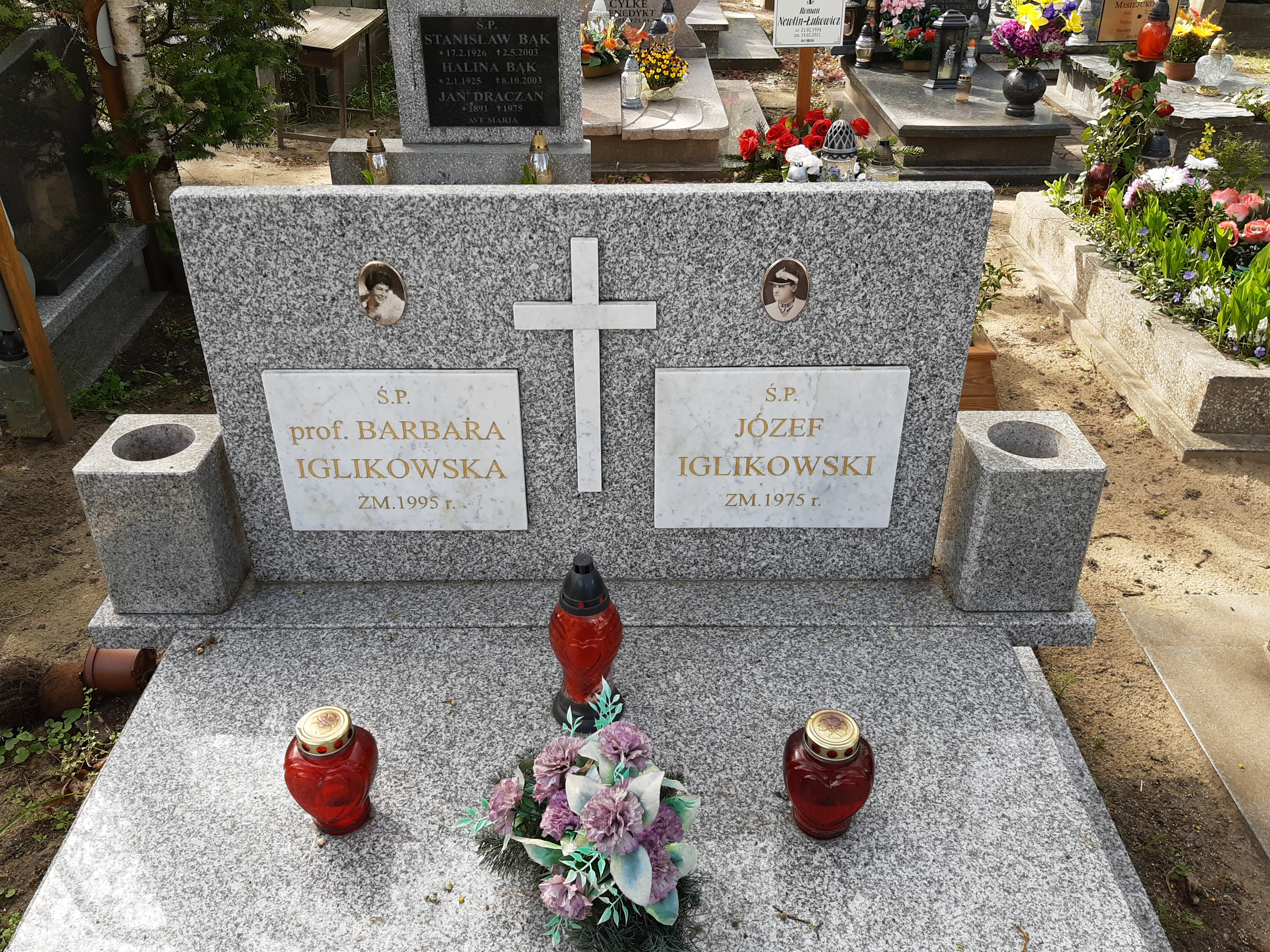
Могила проф. Барбари Іґліковської на Оливському цвинтарі